# Horn Péter
Horn Péter (Budapest, 1942. január 13. –) Széchenyi-díjas magyar agrármérnök, egyetemi tanár, a Magyar Tudományos Akadémia rendes tagja. Eredményei az állatgenetika, valamint a baromfi-, sertés- és gímszarvastenyésztésben jelentősek.
1984 és 1987 között a Kaposvári Mezőgazdasági Főiskola főigazgatója. 1987 és 1988, valamint 1994 és 1996 között a Pannon Agrártudományi Egyetem Kaposvári Állattenyésztési Kar dékánja. 1988 és 1993, valamint 1996 és 1999 között a PATE, 2000 és 2006 között a Kaposvári Egyetem rektora. Édesapja Horn Artúr (1911–2003) mezőgazdász, akadémikus.

## Életpályája
Alap- és középfokú iskoláit Budapesten végezte, itt is érettségizett. 1961-ben kezdte meg egyetemi tanulmányait a Gödöllői Agrártudományi Egyetemen, ahol 1965-ben szerzett mezőgazdasági mérnöki diplomát.
Diplomájának megszerzése után a Bábolnai Állami Gazdaság gyakornokaként helyezkedett el, később baromfi-tenyésztési ágazatvezetői megbízást kapott. 1968-tól a gödöllői Kisállattenyésztési Kutatóintézet aspiránsa volt három évig. 1972-ben a Kaposvári Mezőgazdasági Főiskola Kisállattenyésztési Karának igazgatójává, majd 1984-ben a főiskola főigazgatójává nevezték ki. A főiskola a Keszthelyi Agrártudományi Egyetembe történt integrációja után a Kaposvári Állattenyésztési Kar sertéstenyésztési tanszékére kapott tanszékvezetői és egyetemi tanári kinevezést. Emellett a tanszék körében működő Sertés- és Kisállattenyésztési Intézet igazgatója is lett, valamint a kar első dékánjává is megválasztották (utóbbi tisztségét 1988-ig viselte).
1988-ban a Pannon Agrártudományi Egyetem (PATE) első rektorává választották, mely tisztségét 1993-ig viselte két ciklusban. 1994 és 1996 között ismét az egyetem kaposvári karának dékánja lett. 1996 és 1999 között ismét a keszthelyi központú egyetem (PATE) rektoraként dolgozott. A Kaposvári Egyetem 2000-es megalakulása után hat évig az új intézmény alapító rektora volt. Emellett számos helyen dolgozott szakértőként, vendégprofesszorként: India, Amerikai Egyesült Államok, Finnország, Új-Zéland, valamint az Élelmezésügyi Világszervezet szakértője volt.
1972-ben védte meg az agrártudományok kandidátusi, 1982-ben akadémiai doktori értékezését. 1985-ben megválasztották a Magyar Tudományos Akadémia levelező, 1993-ban rendes tagjává. Akadémiai pályafutása során az Állatnemesítési, -tenyésztési és Takarmányozási, valamint a Pécsi Akadémiai Bizottságban (PAB) tevékenykedett. Ezenkívül az MTA Agrártudományi Osztályának elnöke és így az MTA elnökségének tagja is volt 2001 és 2008 között. 2008-ban a PAB alelnökévé választották. Akadémiai tisztségei mellett 1990 és 2000 között a Magyar Agrártudományi Egyesület elnöke volt, valamint 2000-ben a Magyar Állattenyésztők Szövetsége társelnökévé választották, emellett a Magyar Szarvastenyésztők Egyesülete és a Magyar Juhtenyésztők Egyesülete elnöke. Nemzetközi szinten a Baromfitenyésztők Tudományos Világszövetsége magyar szekciójának elnöke 1975 óta, egyúttal a Világszövetség Tanácsának is tagja. Tagja továbbá több európai és USA tudományos társaságnak. Az Archiv für Tierzuht, a World's Poultry Science Journal, a Journal of Animal Breeding and Genetics, a Livestock Science, a Stocarstvo, az Outlook on Agriculture, a Magyar Állattenyésztés, a Tejgazdaság és az Állattenyésztés és Takarmányozás című szakfolyóirat szerkesztőbizottságaiba is bekerült, valamint A Baromfi szerkesztőbizottságának elnöki tisztével bízták meg 1997-ben.

### Közéleti pályafutása
1975-ben az Országos Műszaki Fejlesztési Bizottság Tanácsa tagjává választották. 1985-ben beválasztották az Országgyűlésbe, ahol 1986 és 1990 között a kulturális bizottság elnöke volt. 1986-1990 közötti időszakban az Interparlamentáris Unió Magyar Tagozatának alelnökévé választották. 1990-ben nem indult, 1994-ben az Agrárszövetség országgyűlési képviselőjelöltje volt, a párt nem jutott be a parlamentbe.
1993 és 1995 között az Állami Vagyonkezelő Rt. igazgatótanácsának tagja volt. 1998 óta az Agrárgazdasági Tanács elnöke, valamint a Kossuth- és Széchenyi-díj Bizottság tagja lett.

## Munkássága
Kutatási területei az alkalmazott állatgenetika, háziállatok nemesítése, kiemelten a baromfi, a sertés, a hal és a gímszarvas fajokban.
Nevéhez fűződik három nagy hatású gén öröklődésének leírása trópusi halfajokban. Tyúkoknál sikerült tisztáznia az anyai heterózis mértékét és jellegét. Tyúkoknál és sertéseknél vizsgálta a genotípus, az ivar és a termelési környezet közötti kölcsönhatásokat. Ezenkívül sikerült meghatároznia élő állatok testösszetételét és húsminőségét digitális képalkotó rendszerek felhasználásával. A magyar gímszarvas háziasítási program egyik kidolgozója.
Egyetemi vezetőként végigvezette a kaposvári felsőoktatási intézményekben először a Pannon Agrártudományi Egyetembe történő integrációt, majd 2000-ben ismételt különválását. Számos könyv, könyvfejezet szerzője vagy társszerzője. Munkáit magyar, angol, német és orosz nyelven adja vagy adta közre.

## Családja
Két leánygyermek édesapja. Beöthy Zsolt (1848–1922) irodalomtörténész, akadémikus dédunokája, Horn Artúr (1911–2003) agrármérnök, mezőgazdász, az MTA rendes tagjának fia.

## Díjai, elismerései
- Wellmann Oszkár-emlékérem (1982)
- Wilhelm Kirchner-emlékérem (1989)
- Eötvös Loránd-díj (1990)
- Kaposvár város díszpolgára (1990)
- Széchenyi-díj (1996) – Az alkalmazott állatgenetika keretében végzett kutatásaiban a szarvasmarha szelekció nemesítése, a baromfi-, a sertés- és a gímszarvastenyésztés tudományos megalapozása terén elért nemzetközileg is kimagasló eredményeiért. Megosztott díj Dohy Jánossal.
- Pázmány Péter-díj (1999)
- a halle-wittenbergi Martin Luther Egyetem tb. doktora (2002)
- a Debreceni Egyetem díszdoktora (2002)
- A Magyar Köztársasági Érdemrend középkeresztje (2004)
- Derzsy-díj (2005)
- a Szent István Egyetem díszdoktora (2007)
- Nagy Imre-érdemrend (2008)
- Prima Primissima díj (2009)
- Hazám-díj (2012)
- A Magyar Érdemrend középkeresztje a csillaggal (2016)

## Főbb publikációi
- Akvarisztika (1970)
- Haszongalambtenyésztés (1970)
- Comparative Evaluation of the Hatchability of Single- and Three-way Cross Combinations in Meat Type Fowl (1974)
- Tyúktenyésztés (1978)
- Relaxed Selection in Commercial Crosses of Poultry (társszerző, 1979)
- Baromfitenyésztők kézikönyve (szerk. és társszerző, 1981)
- Livestock Production in Europe (1982)
- Handbuch Schweine (1983)
- Galambtenyésztők kézikönyve (1989)
- A környezeti tényezők és a genotípus közötti kölcsönhatások abrakfogyasztó háziállat fajokban : akadémiai székfoglaló : 1886. március 11. (1990)
- Állattenyésztés I–III. (1995–2000)
- Uses of Spiral CT for Volumetric Estimation of Body Composition of Pigs (társszerző, 1997)
- ECG-gated Dynamic Magnetic Resonance Imaging Method for Examination of the Pig Heart (társszerző, 2001)